# Turistická značená trasa 6148
Turistická značená trasa 6148 je žlutě vyznačená 1,5 kilometru dlouhá pěší trasa Klubu českých turistů vedená z Prahy-Suchdola k rozcestí Pod Alšovou vyhlídkou.

## Popis trasy
Trasa začíná v Suchdole v části Výhledy. Vede severovýchodně starou částí Suchdola kolem Brandejsova statku a kaple na rozcestí, za kaplí odbočuje na severozápad ke hřbitovu. Za hřbitovem sestupuje přírodním parkem do údolí Únětického potoka na rozcestí u Dolního rybníka, kde končí. Zde navazují další turistické trasy.
| Km  | Místo                 | Navazující a křižující trasy | Nadm. výška |
| --- | --------------------- | ---------------------------- | ----------- |
| 0   | Výhledy (bus)         |                              | 276 m       |
| 1,4 | Pod Kozími hřbety     | 3012                         | 224 m       |
| 1,5 | Pod Alšovou vyhlídkou | 1006, 3012                   |             |

## Zajímavá místa
- Brandejsův statek
- hřbitovní kaple svatého Václava
- Údolí Únětického potoka – přírodní rezervace
- Únětický potok

## Veřejná doprava
Jedinou zastávkou na trase je zastávka MHD Výhledy.